# The Shipping News
The Shipping News er en amerikansk dramafilm fra 2001 instrueret af Lasse Hallström og baseret på Annie Proulx' roman af samme navn. Blandt de medvirkende er Kevin Spacey, Judi Dench, Julianne Moore og Cate Blanchett. Både Spacey og Dench blev nomineret til BAFTA Awards for deres skuespil.

## Medvirkende
- Kevin Spacey – Quoyle
- Julianne Moore – Wavey Prowse
- Judi Dench – Agnis Hamm
- Pete Postlethwaite – Tert Card
- Scott Glenn – Jack Buggit
- Rhys Ifans – Beaufield Nutbeem
- Gordon Pinsent – Billy Pretty
- Jason Behr – Dennis Buggit
- Larry Pine – Bayonet Melville
- Jeanetta Arnette – Silver Melville
- Katherine Moennig – Grace Moosup
- Cate Blanchett – Petal

## Ekstern henvisning
- The Shipping News på Internet Movie Database (engelsk)
- The Shipping News på Filmdatabasen
- The Shipping News på Scope
- The Shipping News i Svensk Filmdatabas (svensk)
- The Shipping News på AlloCiné (fransk)
- The Shipping News på MovieMeter (nederlandsk)
- The Shipping News på AllMovie (engelsk)
- The Shipping News hos American Film Institute (engelsk)
- The Shipping News' profil hos Encyclopædia Britannica Online (engelsk)
- The Shipping News på Turner Classic Movies (engelsk)